# Calligonum zaidamense
Calligonum zaidamense är en slideväxtart som beskrevs av Losinskaja. Calligonum zaidamense ingår i släktet Calligonum och familjen slideväxter. Inga underarter finns listade i Catalogue of Life.